# Kapitalism - rețeta noastră secretă
Kapitalism - rețeta noastră secretă este un film documentar românesc regizat de Alexandru Solomon și lansat în România pe 23 aprilie 2010.

## Prezentare
Regizorul imaginează o întoarcere a lui Nicolae Ceaușescu în țară după 20 de ani de la execuția sa. Dictatorul ar avea surpriza de a-i revedea pe o parte din foștii conducători ai aparatului comunist, în prezent deveniți mari magnați. Filmul surprinde fenomenul privatizării forțate începute după căderea comunismului din România pe baza unei „rețete” al cărei compoziție cuprinde corupția, nepotismul și trecutul comunist. Sunt intervievați unii dintre cei mai controversați oameni de afaceri din țară precum Dan Diaconescu, Dinu Patriciu, Dan Voiculescu sau George Copos.

## Distribuție
Distribuția filmului este alcătuită din:
- Ioan Niculae
- George Copos
- Dan Voiculescu
- George Becali
- George Pădure
- Dinu Patriciu
- Dan Diaconescu

## Primire
Filmul a fost vizionat de 7.851 de spectatori în cinematografele din România, după cum atestă o situație a numărului de spectatori înregistrat de filmele românești de la data premierei și până la data de 31 decembrie 2014 alcătuită de Centrul Național al Cinematografiei.